# Lady Hydari Club

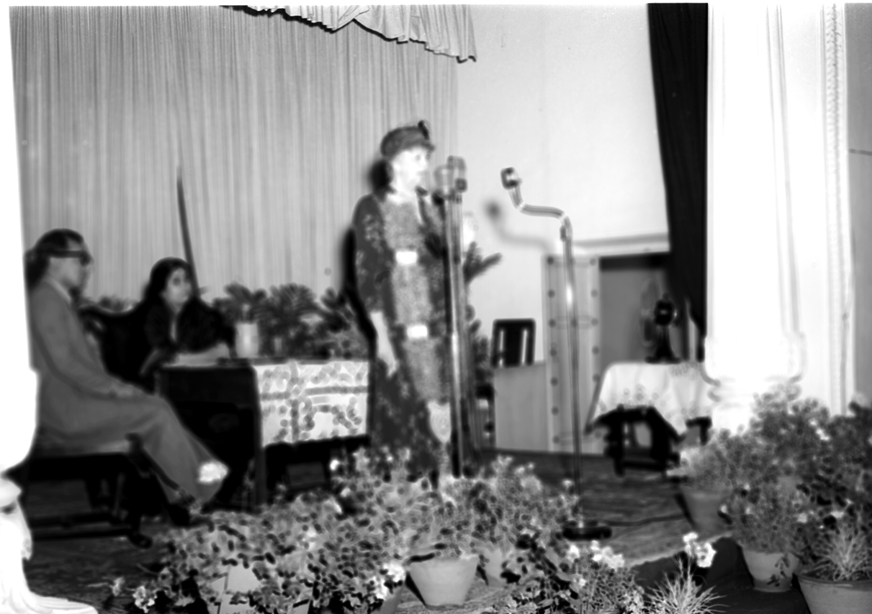
Eleanor Roosevelt al Lady Hydari Club

Il Lady Hydari Club è stato un club d'élite femminile situato a Hyderabad, India. Attualmente ospita il Gandhi Medical College di Basheerbagh.

## Storia
Il club fu fondato nel 1929 da Lady Amina Hydari, assistente sociale e moglie di Ser Akbar Hydari, Presidente del Consiglio Esecutivo del Nizam, per fornire alle donne dell'élite indiana un luogo per giocare a tennis e socializzare, e prende il nome da lei.
Il club era frequentato da donne indiane e britanniche dell'alta società e dalle socie dell'Hyderabad Ladies' Association Club.
Nel 1952 il club ospitò una conferenza sull'assistenza sociale, fra le cui relatrici c'era Eleanor Roosevelt.

## Il club
L'edificio venne progettato da Zain Yar Jung, e, per rispettare le norme sociali indiane, prevedeva un ingresso speciale con un grande atrio che permetteva alle donne di entrare in auto, in modo da poter scendere direttamente all'interno del club senza essere viste da uomini all'esterno.
Nel club si giocava a carte, tombola e altri giochi, si praticava il badminton e il tennis, con organizzazione di un torneo annuale, e si tenevano corsi di cucito, ricamo e cucina. Era inoltre presente una biblioteca con testi in urdu, telungu e inglese.
Era inoltre molto richiesto per matrimoni e altre feste.
I proventi del club finanziavano anche una scuola per bambini poveri o orfani.

## Dismissione
Nel 1986 il club dovette cedere i locali al Gandhi Medical College, che pure lo trovava troppo sontuoso per usarlo.
Circa 120 persone sono formalmente membri del club, ma l'edificio in sé è inagibile e necessita di ristrutturazioni.

## Membri notevoli
- Lady Amina Hydari. Assistente sociale e fondatrice, moglie di Ser Akbar Hydari, primo ministro di Hyderabad.
- Nilüfer Hanımsultan. Principessa ottomana, moglie di Moazzam Jah, figlio dell'ultimo Nizam di Hyderabad, Mir Osman Ali Khan.